# White House (Jamaïque)
Pour les articles homonymes, voir White House.
White House est une localité de la paroisse de Westmoreland, en Jamaïque. Avec 3 490 habitants en 2012, elle est la troisième localité la plus peuplée de Westmoreland (après Savanna-la-Mar et Grange Hill).